# Walzwerk

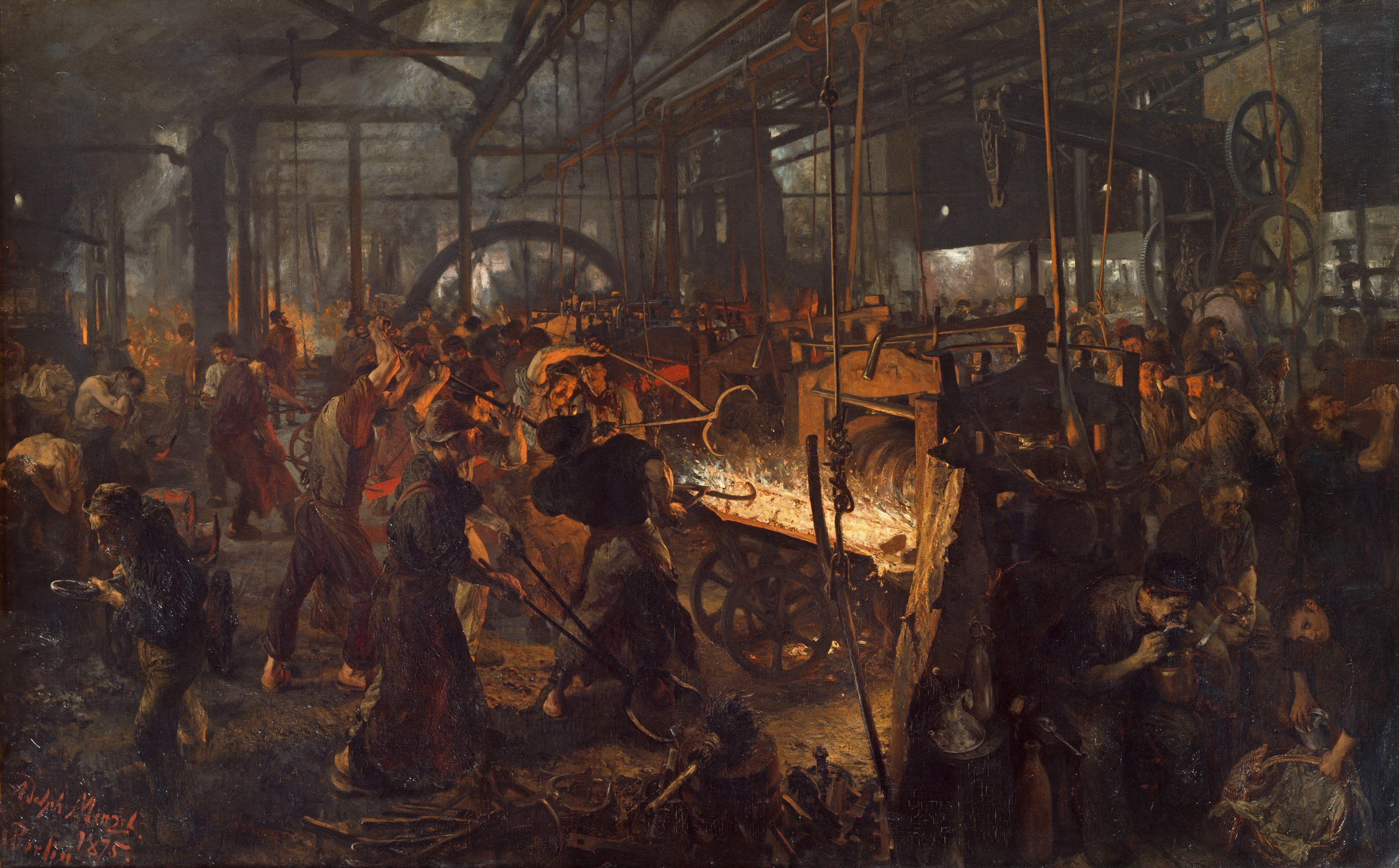
Eisenwalzwerk, 1872–75, gemalt von Adolph Menzel

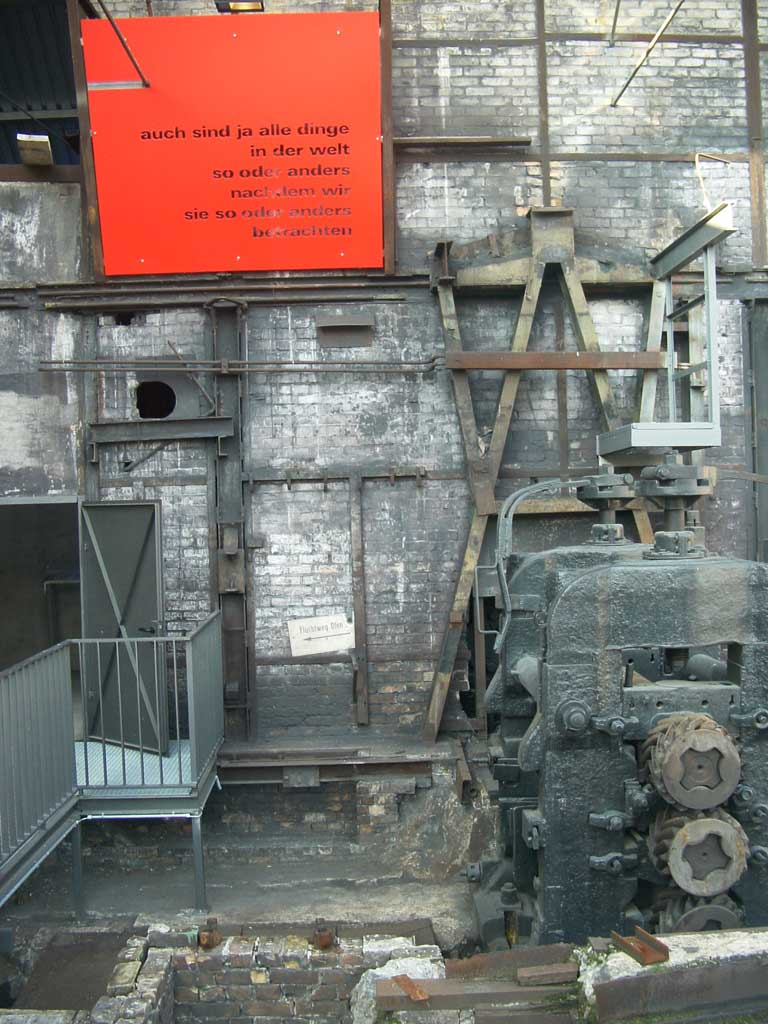
Seitenansicht eines Trio-Walzgerüstes im ehemaligen Walzwerk Finow - Altwerk (heute Familiengarten Eberswalde)

Ein Walzwerk ist eine Betriebsstätte (Produktionsstätte), in der Stahl oder Nichteisenmetalle zwischen rotierenden Walzen zu Produkten wie z. B. Bleche und Bänder, Rohre, Stäbe, Träger, Schienen oder Draht umgeformt wird. Das Walzen schließt sich an das Urformen an. Ausgangsprodukte sind Barren, Brammen, Blöcke oder Knüppel. Ein Teil der Walzwerkserzeugnisse kann als Halbzeug in nachfolgenden Prozessstufen weiterverarbeitet werden.

## Einteilung nach dem Produkt
Außer nach dem Werkstoffzustand werden Walzwerke nach dem hergestellten Produkt bezeichnet:
- Langprodukte sind Erzeugnisse, deren Länge sehr viel größer ist als die Dicke und Breite.  Walzwerke für Langprodukte können sein:
  - Drahtwalzwerke, in denen Produkte hergestellt werden, die in Bunden aufgehaspelt werden.
  - Träger- bzw. Formstahl-Walzwerke, deren Erzeugnisse vor dem Versand auf Transportlänge geschnitten werden (die z. B. für Schienen durchaus 120 m betragen kann).
  - Rohrwalzwerke zur Herstellung von Stahlrohren.

- Breitflachprodukte unterscheiden sich von den Langprodukten dadurch, dass die Breite sehr viel größer ist als die Dicke.  Hierbei werden Walzwerke unterteilt in:
  - Bandwalzwerke (Prozesse: Warmwalzen oder Kaltwalzen)
  - Ringwalzwerke
  - Blechwalzwerke (Stahlblech).

## Weblinks

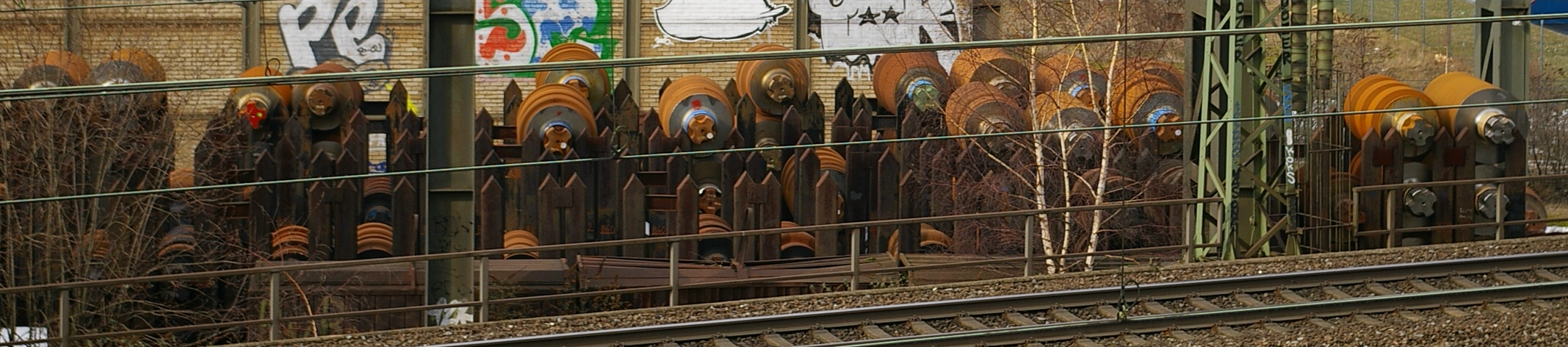
Profilwalzen im Außenlager der Hoesch Spundwand und Profile, Dortmund